# XIIIe gouvernement de la République (Espagne)
Seconde République espagnole
Lerroux VI Chapaprieta II
Le XIIIe gouvernement de la République est le gouvernement de la République espagnole en fonction le 25 septembre 1935 au 29 octobre 1935.

## Composition
| Portefeuille                                                               | Titulaires | Titulaires                          | Parti |
| -------------------------------------------------------------------------- | ---------- | ----------------------------------- | ----- |
| Président du Conseil Ministre de l'Économie et des Finances                |            | Joaquín Chapaprieta                 | sans  |
| Ministre d'État                                                            |            | Alejandro Lerroux                   | PRR   |
| Ministre de la Justice, du Travail et de la Santé                          |            | Federico Salmón (es)                | CEDA  |
| Ministre de la Guerre                                                      |            | José Gil-Robles                     | CEDA  |
| Ministre de la Marine                                                      |            | Pedro Rahola (es)                   | PAE   |
| Ministre du Gouvernement                                                   |            | Joaquín de Pablo-Blanco Torres (es) | PRR   |
| Ministre de l'Instruction Publique et des Beaux-arts                       |            | Juan José Rocha García              | PRR   |
| Ministre des Travaux publics, des Communications et de la Marine Marchande |            | Luis Lucia Lucia                    | CEDA  |
| Ministre de l'Industrie de l'Agriculture et du Commerce                    |            | José Martínez de Velasco            | PAE   |